# Засада (тактика)

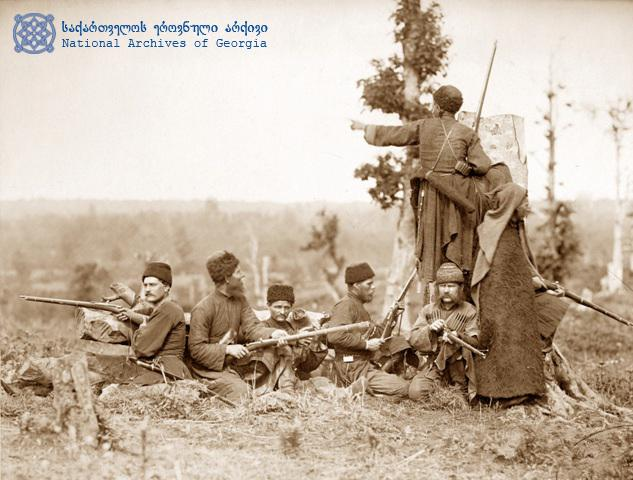
В засаде, Русско-Турецкая война, фото Д. И. Ермакова.

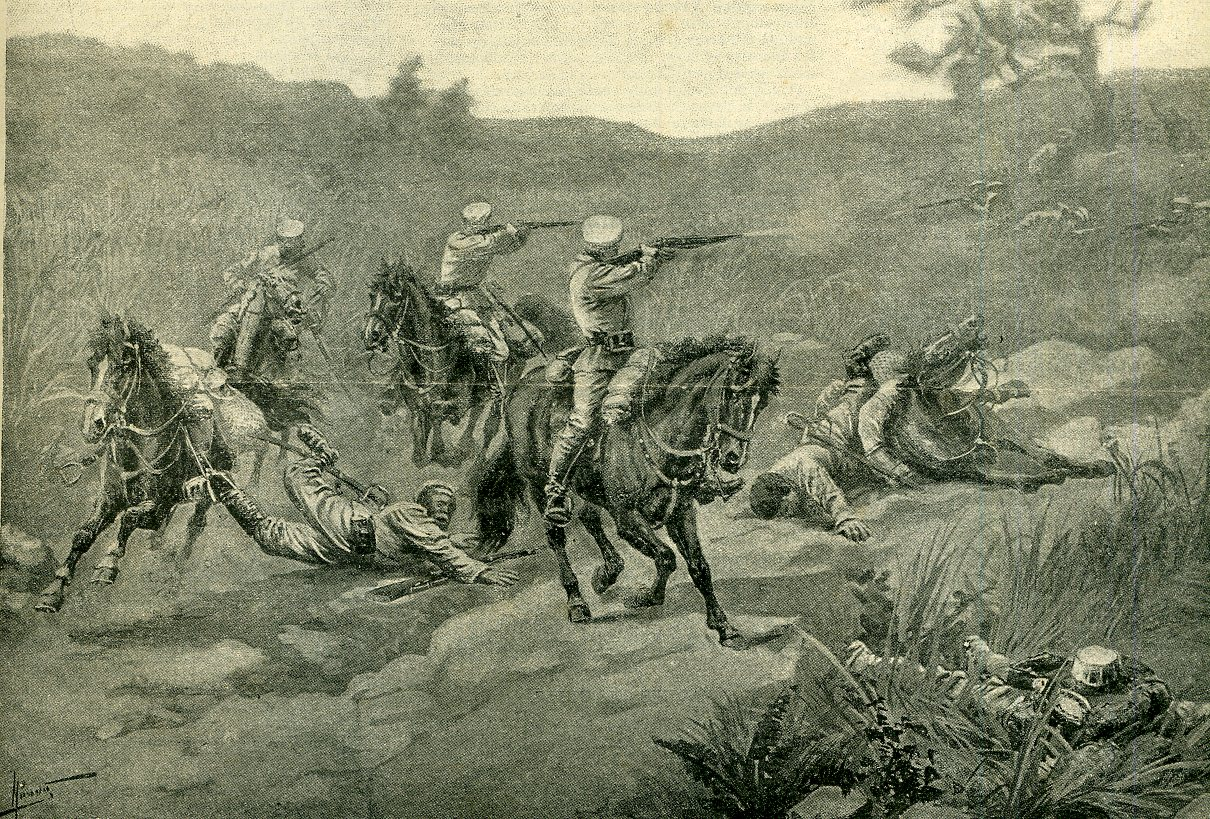
Русский дозор попал в засаду, гравюра времен Японской войны

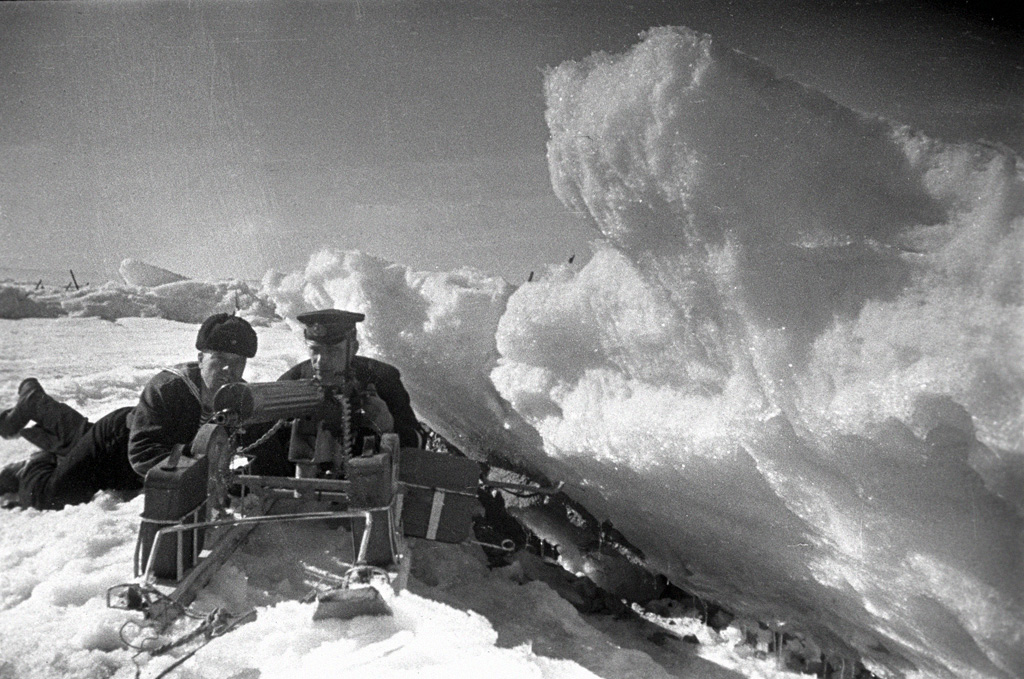
Пулемётный расчёт в засаде, оборона Ленинграда

Засада — тактический приём в военном деле, суть которого заключается в достижении решающего преимущества над противником за счёт заблаговременного расположения своих формирований на наиболее вероятном маршруте продвижения врага с соблюдением нескольких условий:
- предварительный выбор тактически выгодных позиций для всех участников засадной группы,
- тщательная маскировка исходных позиций и привязка их к местности,
- использование фактора внезапности.

Целью засадных действий может быть не только разгром противника, но также его дезорганизация, захват пленных, важных документов, образцов вооружения и (или) трофеев.

## Суть, подготовка и организация
«…в амбускадах (засадах) тихо лежать и молчание хранить, имея всегда перед собой патрули пешие, впереди и по сторонам…»
Суть засадной тактики заключается в том, чтобы навязать противнику бой именно тогда, когда он находится в заведомо проигрышной позиционной ситуации. С этой целью при организации засады для противника выбирается такое расположение, находясь на котором враг не имеет возможности эффективно контратаковать, маневрировать, обороняться и/или отступать. Зачастую для усиления эффекта применяется выставление инженерных заграждений, ловушек и/или предварительное минирование; также может быть использован кратковременный артиллерийский или миномётный обстрел.
При организации засады воинское/партизанское подразделение разделяется на группы, между которыми распределяются роли в предстоящей операции. Состав, оснащение и вооружение групп меняется в зависимости от поставленных целей и задач. Как правило, основными действующими лицами в нападении из засады являются:
- одна, две (или более) огневые группы для выполнения основной задачи.
- группа обеспечения для статичного наблюдения, разведки, связи и прикрытия огневых групп. В бою не участвует, занимается прослушиванием связи, сбором информации и координацией действий боевых групп.
- резервная группа для ликвидации кризисных ситуаций и в случае необходимости — усиления огневых групп.

Помимо них могут быть выделены:
- отвлекающая группа — для оттягивания на себя части сил противника, внесения хаоса и дезорганизации.
- сковывающая группа — для пресечения отхода противника на наиболее удобных для этого направлениях.
- транспортная группа — которая организуется для своевременной эвакуации личного состава и захваченных пленных[3].

Считается, что факторами, определяющими успешность засады, являются не огневая мощь подразделения, а правильный выбор места и времени засады, быстрота действий, грамотное прикрытие от неожиданных действий противника и умелая маскировка.
В российской военной традиции вершиной мастерства при организации засады является выполнение поставленной задачи без использования стрелкового оружия.
Засадный отряд может быть как мелкой группой (10—15 человек), так и относительно крупным подразделением (100—150 человек). В классическом сценарии засады его основные силы располагаются вдоль маршрута продвижения противника группами по 3—4 человека на расстоянии 3—5 метров друг от друга и в 25—40 метрах группа от группы. Позиции основных огневых средств (гранатомётов, пулемётов и снайперов) выбираются на флангах, на ближайших доминирующих высотах целесообразно разместить крупнокалиберные пулемёты.
На взводном уровне при выборе направления огневого воздействия на противника отдается предпочтение правому флангу (со стороны противника) с последующей сменой позиции по часовой стрелке, то есть так называемое «закручивание». Такой выбор обусловлен тем фактом, что стрелку-правше требуется больше времени на изготовку оружия и открытие ответного огня, если цель внезапно появляется справа, чем если бы она возникла с любого другого направления.
При приближении колонны противника его разведка и головное охранение пропускаются, чтобы в дальнейшем оказаться под ударом отвлекающей группы. В тот же самый момент основная часть колонны должна попасть под огонь главных сил засадного отряда. Традиционно нападение на колонну начинается с подрыва головной и замыкающей машин на управляемых фугасах, затем снайперы уничтожают водительский и офицерский состав, гранатомётчики — бронетехнику, при этом особое внимание «уделяется» командно-штабным машинам и транспортам с ГСМ и боеприпасами.

### Виды засад
По своему назначению засады могут организовываться для сдерживания и для уничтожения (захвата) противника. Классическими видами засад являются:
- встречная засада — как правило неподвижная, которая организуется на маршруте движения небольших подразделений противника, следующих самостоятельно. Место проведения готовится заблаговременно. Такой вид засад часто применяется в комбинации с провоцированием противника на переброску резервов с целью их уничтожения, например — в виде демонстративного налёта на какой-либо важный объект, на подходах к которому основные силы засадной группы ждут прибытия подкреплений врага.
- параллельная засада — когда засадная группа неотступно следует вдоль маршрута движения противника с целью ликвидации его походного охранения, разведки, дозоров и тыловых колонн.
- круговая засада — считается одной из наиболее сложных в подготовке и организации. В этом случае огневые группы располагаются по периметру заранее заданного района, причём каждая вступает в бой последовательно одна за другой с разных сторон, заставляя противника действовать в разных направлениях, что в благоприятных обстоятельствах приводит к хаосу, дезорганизации и потере управления силами[3].

На основе опыта противодействия незаконным вооружённым формированиям на Северном Кавказе появились следующие тактические варианты контрпартизанских засад:
- засада-приманка — когда небольшая часть личного состава демонстративно производит какую-нибудь обыденную работу (к примеру — ремонт автомашины) вдали от основных сил, а другая часть — скрытно осуществляет их прикрытие на маршрутах наиболее вероятного выдвижения противника.
- атака-засада — когда часть сил атакует противника на базе его временного расположения, а другая часть — организует засаду на путях его отхода.
- загон-засада — когда на маршруте выдвижения НВФ организуются сразу две засады, одна из которых заставляет противника отступать в сторону другой.
- подвижная засада — когда открыто выставляется немногочисленный наблюдательный пост в удобном для наблюдения районе, рядом с которым скрытно размещается огневая группа, готовая пресечь любые действия противника, вскрытые наблюдательным постом[6].

Слабой стороной засадной тактики является необходимость хорошей информированности о предстоящих действиях противника.

### Засадная тактика в условиях партизанской войны
В условиях партизанской войны нехарактерно открытое вооружённое противостояние сторон, и засадные приёмы нашли широкое применение как в партизанских, так и в контрпартизанских действиях, хотя бы в силу того, что засада является одним из наиболее эффективных методов противостояния противнику, который имеет значительное превосходство в огневой мощи. Среди приёмов партизанских засад выделяются:
- подвижные засады — когда основные элементы боевого порядка находятся в движении, при этом огневые группы партизан, переодетые в форму противника, сближаются с целью засады или обгоняют её на маршруте следования, а потом совершают нападение.
- засады на маршрутах авиации — когда группы партизан, вооружённые ПЗРК, оборудуют позиции на маршрутах пролета вертолётов и самолётов противника, либо вблизи его взлётно-посадочных площадок[3].

Если засада организуется против частей противника, которые используют походное построение в колонну, то огонь сначала открывается по головным и замыкающим транспортным средствам, а уже затем переносится на остальные.

## Примерысраженийс элементами засадной тактики
- Битва при Тразименском озере (217 год до н. э.)
- Битва в Тевтобургском Лесу (9 год)
- Битва у Траяновых Ворот (986 год)
- Битва при Моргартене (1315 год)
- Уничтожение отряда Эльфинстона (1842 год)
- Битва при Анвале (1921 год)
- Сражение при Лонгтане (1966 год)
- Гибель 1-го батальона 682-го мотострелкового полка (1984 год)
- Штурм Грозного (1994—1995)
- Засада в Эль-Фаллудже (2004 год)